# Liga dos Campeões da CAF de 2001
A Liga dos Campeões da CAF de 2001 foi a 37ª edição da competição de clubes realizada pela  CAF (África). O Al Ahly, do Egito, venceu a final e tornou-se pela terceira  vez campeão da África.

## Clubes classificadas
| Associação                     | Equipe                | Classificação                            |
| ------------------------------ | --------------------- | ---------------------------------------- |
| África do Sul                  | Mamelodi Sundowns     | Campeão da Premier Soccer League_1999-00 |
| Marrocos                       | Raja Casablanca       | Campeão da Botola_1999-00                |
| Argélia                        | Belouizdad            | Campeão da Ligue 1_1999-00               |
| Angola                         | - Petro Atlético      |                                          |
| Burquina Fasso                 | - USFA                |                                          |
| Burundi                        | - Vital'O FC          |                                          |
| Chade                          | - Tourbillon FC       |                                          |
| Costa do Marfim                | - ASEC Mimosas        |                                          |
| Camarões                       | - Fovu FC             |                                          |
| Cabo Verde                     | - FC Derby            |                                          |
| Egito                          | - Al Ahly             |                                          |
| Eritreia                       | - Red Sea FC          |                                          |
| Etiópia                        | - Saint George SC     |                                          |
| Gana                           | - Hearts of Oak       |                                          |
| Gabão                          | - AS Mangasport       |                                          |
| Gâmbia                         | - Real Banjul         |                                          |
| Guiné Equatorial               | - CD Elá Nguema       |                                          |
| Líbia                          | - Al Ahly Tripoli     |                                          |
| Madagáscar                     | - AS Fortior          |                                          |
| Mali                           | - Stade Malien        |                                          |
| Moçambique                     | - CD Costa do Sol     |                                          |
| Nigéria                        | - Julius Berger       |                                          |
| Níger                          | - JS du Ténéré        |                                          |
| Quênia                         | - Tusker FC           |                                          |
| República Centro-Africana      | - ASDR Fatima         |                                          |
| República do Congo             | - Étoile du Congo     |                                          |
| República Democrática do Congo | - TP Mazembe          |                                          |
| Ruanda                         | - Rayon Sports        |                                          |
| Reunião                        | - AS Marsouins        |                                          |
| São Tomé e Príncipe            | - Inter Bom-Bom       |                                          |
| Senegal                        | - ASC Diaraf          |                                          |
| Seicheles                      | - St Michel United    |                                          |
| Essuatíni                      | - Mbabane Highlanders |                                          |
| Sudão                          | - Al-Merrikh          |                                          |
| Tanzânia                       | - Young Africans      |                                          |
| Tunísia                        | - Espérance           |                                          |
| Uganda                         | - Villa SC            |                                          |
| Zâmbia                         | - Power Dynamos       |                                          |
| Zimbabwe                       | - Highlanders FC      |                                          |

## Rodadas de qualificação

### Rodada Preliminar
| Equipe 1      | Total | Equipe 2            | 1.º jogo | 2.º jogo |
| ------------- | ----- | ------------------- | -------- | -------- |
| Real Banjul   | 1–0   | Derby               | 0–0      | 1–0      |
| Inter Bom-Bom | 0–3   | Ela Nguema          | 0–2      | 0–1      |
| Fortior       | 1–3   | St Michel United    | 0–0      | 1–3      |
| (p) Red Sea   | 2–2   | Tourbillon          | 2–0      | 0–2      |
| Anges         | 1–1   | Rayon Sport         | 1–0      | 0–1      |
| Marsouins     | 3–1   | Mbabane Highlanders | 1–1      | 2–0      |
| Mangasport    | 0–4   | USFA                | 0–1      | 0–3      |

### Primeira Rodada
| Equipe 1              | Total | Equipe 2             | 1.º jogo | 2.º jogo |
| --------------------- | ----- | -------------------- | -------- | -------- |
| Diaraf                | 2–1   | Real Banjul          | 1–0      | 1–1      |
| (p) ASEC Mimosas      | 2–2   | Stade Malien         | 2–0      | 0–2      |
| Julius Berger         | 8–0   | Ela Nguema           | 5–0      | 3–0      |
| Villa                 | 4–3   | Vital'O              | 2–2      | 2–1      |
| Marsouins             | 4–4   | St Michel United (a) | 3–2      | 1–2      |
| Al-Ahly               | 3–1   | Red Sea              | 3–0      | 0–1      |
| Espérance             | 4–1   | JS du Ténéré         | 1–0      | 3–1      |
| Saint George          | 1–1   | Tusker (g.f)         | 1–1      | 0–0      |
| Young Africans        | 4–2   | Highlanders          | 2–2      | 2–01     |
| Mamelodi Sundowns     | 2–0   | Costa do Sol         | 0–0      | 2–0      |
| Belouizdad            | 3–1   | Al-Ahly Tripoli      | 2–0      | 1–1      |
| Al-Merrikh            | 4–1   | Power Dynamos        | 2–0      | 2–1      |
| (g.f) Raja Casablanca | 3–3   | USFA                 | 2–0      | 1–3      |
| Mazembe               | 2–0   | Anges                | 1–0      | 1–0      |
| Hearts of Oak         | 4–6   | Étoile du Congo      | 3–1      | 1–5      |
| Fovu Baham            | 4–5   | Petro Atlético       | 2–2      | 2–3      |

1 A partida foi abandonado aos 80 minutos com Young Africans levando 2-0 e prestes a tomar uma penalidade depois que os fãs locais arremessou cadeiras de plástico em campo e em jogadores e funcionários.

### Segunda Rodada
| Equipe 1          | Total | Equipe 2         | 1.º jogo | 2.º jogo |
| ----------------- | ----- | ---------------- | -------- | -------- |
| (p) ASEC Mimosas  | 2–2   | Diaraf           | 2–0      | 0–2      |
| Villa             | 1–3   | Julius Berger    | 1–0      | 0–3      |
| Al-Ahly           | 6–0   | St Michel United | 5–0      | 1–0      |
| Tusker            | 2–2   | Espérance (g.f)  | 2–1      | 0–1      |
| Mamelodi Sundowns | 6–5   | Young Africans   | 3–2      | 3–3      |
| Al-Merrikh        | 2–3   | Belouizdad       | 2–0      | 0–3      |
| Mazembe           | 3–2   | Raja Casablanca  | 2–0      | 1–2      |
| Petro Atlético    | 6–3   | Étoile du Congo  | 4–1      | 2–2      |

## Fase de Grupos
Grupo A
| Time              | J | V | E | D | GP | GC | SG | Pts |
| ----------------- | - | - | - | - | -- | -- | -- | --- |
| Esperance         | 6 | 2 | 3 | 1 | 8  | 7  | +1 | 9   |
| Mamelodi Sundowns | 6 | 2 | 3 | 1 | 2  | 2  | 0  | 9   |
| Julius Berger     | 6 | 2 | 1 | 3 | 6  | 6  | 0  | 7   |
| Mazembe           | 6 | 2 | 1 | 3 | 5  | 6  | −1 | 7   |

|                   | EST | MAM | JUB | TPM |
| ----------------- | --- | --- | --- | --- |
| Esperance         | —   | 0-0 | 3-2 | 2-1 |
| Mamelodi Sundowns | 0–0 | —   | 1–0 | 1–0 |
| Julius Berger     | 1–1 | 2–0 | —   | 1–0 |
| Mazembe           | 3-2 | 0-0 | 1-0 | —   |

Grupo B
| Time           | J | V | E | D | GP | GC | SG  | Pts |
| -------------- | - | - | - | - | -- | -- | --- | --- |
| Petro Atlético | 6 | 4 | 0 | 2 | 10 | 8  | +2  | 12  |
| Al Ahly        | 6 | 4 | 0 | 2 | 9  | 7  | +2  | 12  |
| ASEC Mimosas   | 6 | 3 | 1 | 2 | 12 | 5  | +7  | 10  |
| Belouizdad     | 6 | 0 | 1 | 5 | 2  | 13 | −11 | 1   |

|                | PET | AHL | ASE | CRB |
| -------------- | --- | --- | --- | --- |
| Petro Atlético | —   | 1–3 | 0–1 | 2–1 |
| Al Ahly        | 2–4 | —   | 2–1 | 1–0 |
| ASEC Mimosas   | 1–2 | 1–0 | —   | 7–0 |
| Belouizdad     | 0–1 | 0–1 | 1–1 | —   |

## Semi-finais
| Equipe 1          | Total    | Equipe 2       | 1.º jogo | 2.º jogo |
| ----------------- | -------- | -------------- | -------- | -------- |
| Mamelodi Sundowns | 2–2(g.f) | Petro Atlético | 2–0      | 0–2      |
| Al-Ahly           | 1–1(g.f) | Espérance      | 0–0      | 1–1      |

## Finais
| 08 de dezembro de 2001 | Mamelodi Sundowns | 1 – 1 | Al Ahly                | Estádio Loftus Versfeld, Pretória    |
|                        | Kampamba 26'      |       | 58' Sayed Abdel Hafeez | Público: 5 000 Árbitro: Coffi Codjia |

| 21 de dezembro de 2001 | Al Ahly                             | 3 – 0 | Mamelodi Sundowns | Estádio Internacional do Cairo, Cairo         |
|                        | Khaled Bebo 37' (pênalti), 45', 90' |       |                   | Público: 75 000 Árbitro: Abderrahim El Arjoun |

### Agregado
| Equipe 1          | Resultado | Equipe 2 |
| ----------------- | --------- | -------- |
| Mamelodi Sundowns | 1–4       | Al-Ahly  |

## Campeão
| Liga dos Campeões da CAF |
| 2001                     |
| campeão                  |
| ------------------------ |
| Egito                    |
| Al Ahly 3° Titúlo        |